# 竹下勇
竹下 勇（たけした いさむ、1870年1月5日（明治2年12月4日） - 1949年（昭和24年）7月1日）は、日本の海軍軍人。最終階級は海軍大将。鹿児島県出身。

## 人物
- 本名は竹下勇次郎。しかし任官当時、格下の竹下勇四郎機関士なる人物がいたことから、憤慨して改名してしまった。
- 日露戦争の前後にアメリカ大使館付武官として長らく対米研究を重ねている。柔道を通じてセオドア・ルーズベルトと親しくなり、アポなしでホワイトハウスを訪問しても咎められないほど深い仲になっている。帰国後は訪日したルーズベルト家を招いて饗応している。但し、あくまでもセオドアとの個人的な友情であり、太平洋戦争末期にフランクリン・ルーズベルトが急逝すると、日記に「天罰が下った」と書き残している。
- 日露戦争中は潜水艦の購入を画策したり、中立国経由で伝わるロシア情報の分析に腐心したりした。ロシア情報の分析では、ポーツマス会議に出席するウィッテ全権の人となりを詳細に分析し、外務省に伝達している。しかし、「対日非戦派として冷遇されていたので、会議では譲歩してくるだろう」という甘い予測は完全にはずれた。なお竹下はポーツマス会議の随員である。
- 中国政策では積極干渉をモットーとし、これに対してアメリカがどのように妨害してくるかを生涯にわたって分析し続けた。石井・ランシング協定の仲介者であり、福建省進出やスプラトリー諸島領有化などの対中積極政策の推進者である。一方で、イギリスの対日感情に配慮し、自らは第一特務艦隊を率いてインド洋の通商保護に赴いている。
- 海軍を引退した晩年はドイツとの連携を深め、ボーイスカウトを率いてヒトラーユーゲントを出迎えている。これは急に親米熱が冷めたのではなく、アメリカの対日政策が敵対化した以上、従来の融和路線から対抗路線に転換せざるを得なくなったと判断したためである。竹下はアメリカと対立するなら、ヨーロッパの有力な勢力との協力が必要であると日ごろから説いており、その候補としてイギリス・フランスとともにドイツを挙げていた。イギリス・フランスとも亀裂を生じたため、たまたま増長するドイツを相手に選んだだけであり、積極的なナチ信奉者ではない。
- 原宿竹下通りは竹下邸があったことに由来するという説がある。

## 家族
- 妻は男爵鮫島具重の養姉、三浦謹之助、石塚英蔵、前田青莎の各長男は女婿[1]。
- 生麦事件の薩摩側当事者のひとり久木村治休は叔父にあたり、愛甥竹下を久木村はことのほか可愛がったという。
- 二女の節は三浦謹之助の長男・紀彦の妻。その長男に三浦謹一郎。

## 年譜

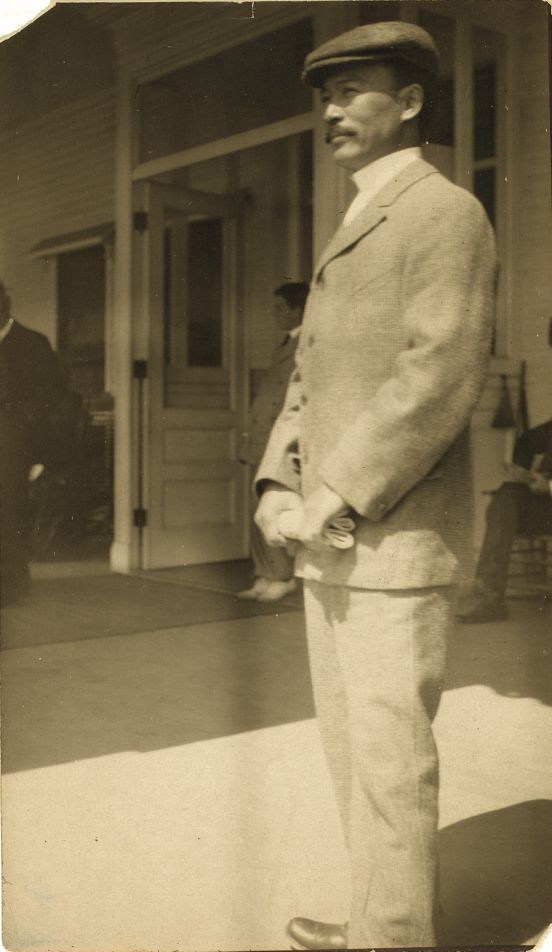
アメリカ公使館付武官時代（1905年）

- 1870年（明治2年）1月5日 - 鹿児島県に生まれる。

攻玉社幼年学校出身。
- 1889年（明治22年）4月20日 - 海軍兵学校（15期）卒。成績は80人中3位。
- 1898年（明治31年）12月19日 - 海軍大学校（1期）卒
- 1902年（明治35年）10月1日 - アメリカ公使館付武官
- 1912年（大正元年）12月1日 - 第一艦隊参謀長
- 1913年（大正2年）5月24日 - 海軍少将任官
- 1916年（大正5年）12月1日 - 第二戦隊司令官
- 1917年（大正6年）6月1日 - 海軍中将任官
  - 12月12日 - 第一特務艦隊司令官
- 1918年（大正7年）6月13日 - 軍令部次長
- 1919年（大正8年） - パリ講和会議随員
- 1920年（大正9年） - 国際連盟海軍代表
  - 9月7日- 勲一等旭日大綬章
- 1922年（大正11年）7月27日 - 第一艦隊司令長官
  - 12月1日 - 兼 聯合艦隊司令長官
- 1923年（大正12年）8月3日 - 海軍大将任官
- 1924年（大正13年）1月27日 - 呉鎮守府司令長官
- 1925年（大正14年）4月15日 - 軍事参議官
- 1929年（昭和4年）11月11日 - 予備役編入
- 1932年（昭和7年）8月10日 - 有終会理事長
- 1939年（昭和14年）5月5日 - 大日本相撲協会会長
- 1940年（昭和15年） - 皇武会（現合気会）初代会長
- 1947年（昭和22年）11月28日 - 公職追放の仮指定を受ける[2]。
- 1949年（昭和24年）7月1日 - 死去。享年79。

## 栄典
位階
- 1891年（明治24年）12月14日 - 正八位[3]
- 1894年（明治27年）12月28日 - 従七位[4]
- 1898年（明治31年）3月8日 - 正七位[5]
- 1899年（明治32年）10月31日 - 従六位[6]
- 1903年（明治36年）12月19日 - 正六位[7]
- 1907年（明治40年）11月30日 - 従五位[8]
- 1913年（大正2年）2月10日 - 正五位[9]
- 1917年（大正6年）6月20日 - 従四位[10]
- 1922年（大正11年）6月30日 - 正四位[11]
- 1924年（大正13年）9月15日 - 従三位[12]
- 1927年（昭和2年）10月15日 - 正三位[13]

勲章等
- 1895年（明治28年）11月18日 - 勲六等単光旭日章[14]・明治二十七八年従軍記章[15]
- 1900年（明治33年）11月30日 - 勲五等瑞宝章[16]
- 1902年（明治35年）5月10日 - 明治三十三年従軍記章[17]
- 1906年（明治39年）4月1日 - 勲三等旭日中綬章・明治三十七八年従軍記章[18]
- 1915年（大正4年）
  - 11月1日 - 勲二等瑞宝章[19]
  - 11月7日 - 旭日重光章・大正三四年従軍記章[20]
- 1918年（大正7年）3月4日 - 金杯一個[21]
- 1920年（大正9年）9月7日 - 勲一等旭日大綬章[22]
- 1940年（昭和15年）8月15日 - 紀元二千六百年祝典記念章[23]

外国勲章佩用允許
- 1910年（明治43年）5月16日 - 大韓帝国：韓国皇帝陛下南西巡幸記念章[24]
- 1923年（大正12年）6月7日
  - イギリス帝国：バス勲章ナイトグランドクロス[25]
  - イタリア王国：聖マウリッツィオ・ラザロ勲章大十字騎士章[25]
  - ベルギー王国：レオポール第二世勲章グランクロア[25]
  - オランダ王国：剣付オランジュナッソー勲章グランクロア[25]
  - ローマ教皇庁：甲級サングレゴアル勲章グランクロア[25]
- 1937年（昭和12年）6月3日 - ドイツ国：オリンピック名誉章[26]

## 関連著作
黒沢文貴・斎藤聖二・櫻井良樹・波多野勝編『海軍の外交官竹下勇日記』芙蓉書房、1998年。